# Opisthostoma decrespignyi
Opisthostoma decrespignyi es una especie de molusco gasterópodo de la familia Diplommatinidae en el orden de los Mesogastropoda.

## Distribución geográfica
Es endémica de Malasia.

## Hábitat
Su hábitat natural son: bosques subtropicales o tropicales húmedos de tierras bajas.

## Estado de conservación
Se encuentra amenazada de extinción por la pérdida de su hábitat natural.